# Stenus fuscipes
Stenus fuscipes är en skalbaggsart som beskrevs av Johann Ludwig Christian Gravenhorst 1802. Stenus fuscipes ingår i släktet Stenus, och familjen kortvingar. Arten är reproducerande i Sverige.